# گاتفرید ویلمن (زاده ۱۸۹۴)
گاتفرید ویلمن (انگلیسی: Gottfried Weilenmann؛ زادهٔ ۱۸۹۴) دوچرخه‌سوار اهل سوئیس است.